# Palais de la Légion d’Honneur
Palais de la Légion d’Honneur (pol. Pałac Legii Honorowej) – pałac znajdujący się na lewym brzegu Sekwany w Paryżu. Jest siedzibą kapituły Legii Honorowej oraz poświęconego jej muzeum, Musée national de la Légion d'Honneur et des Ordres de Chevalerie. 
Budynek, zlokalizowany obok starej stacji kolejowej Orsay (obecnie Musée d’Orsay) w VII dzielnicy Paryża, jest również znany jako Hôtel de Salm.

## Historia
Hôtel de Salm został zbudowany w latach 1782-1787 przez architekta Pierre’a Rousseau (1751–1810) dla niemieckiego księcia Fryderyka III, księcia Salm-Kyrburga. Rząd rewolucyjny znacjonalizował budynek i 13 maja 1804 roku został przemianowany na Palais de la Légion d'Honneur, stając się siedzibą nowo stworzonego orderu – Legii Honorowej. Wnętrza zostały przebudowane w tym celu przez Antoine-François PEyre’a, a zewnętrzne elewacje ozdobiono rzeźbami Jeana Guillaume’a Moitte'a i Philippe-Laurenta Rolanda. Dodatkowy budynek został wybudowany w 1866 roku wzdłuż Rue de Solférino.
Pałac został zniszczony w 1871 roku podczas Komuny Paryskiej. Odbudową kierował Anastase Mortier, a malarze Jean-Paul Laurens i Théodore Maillot wykonali dekoracje wewnątrz budynku. W latach 1922-1925 przy Rue de Bellechasse wzniesiono dodatkowy budynek przeznaczony na muzeum Legii Honorowej.

## Pozostałe informacje
Znajdujący się w Kalifornii pałac Legii Honorowej (California Palace of the Legion of Honor) został zbudowany w 1924 r. jako replika pałacu paryskiego w skali 3/4. Obecnie mieści się w nim muzeum sztuk pięknych.
W Rochefort-en-Yvelines (w pobliżu Paryża) jest wierna replika Hôtelu de Salm, zbudowana dla bogatego bankiera Jules’a Porgèsa przez architekta Charles’a Mewèsa. Budowla ta znana jest pod nazwą Château Porgès de Rochefort-en-Yvelines i jest częścią klubu golfowego.
w Haarlemie, w Holandii, bankier Henry Hope zbudował swoją kopię, zwaną Villa Welgelegen.
Hôtel de Salm stanowił także wybrany przez Thomasa Jeffersona wzór dla budynków publicznych w Waszyngtonie. W czasie pobytu w Paryżu w latach 1784-1789 był on świadkiem jego budowy. Wzorował na niej także projekt jego własnej posesji, Monticello.

## Galeria

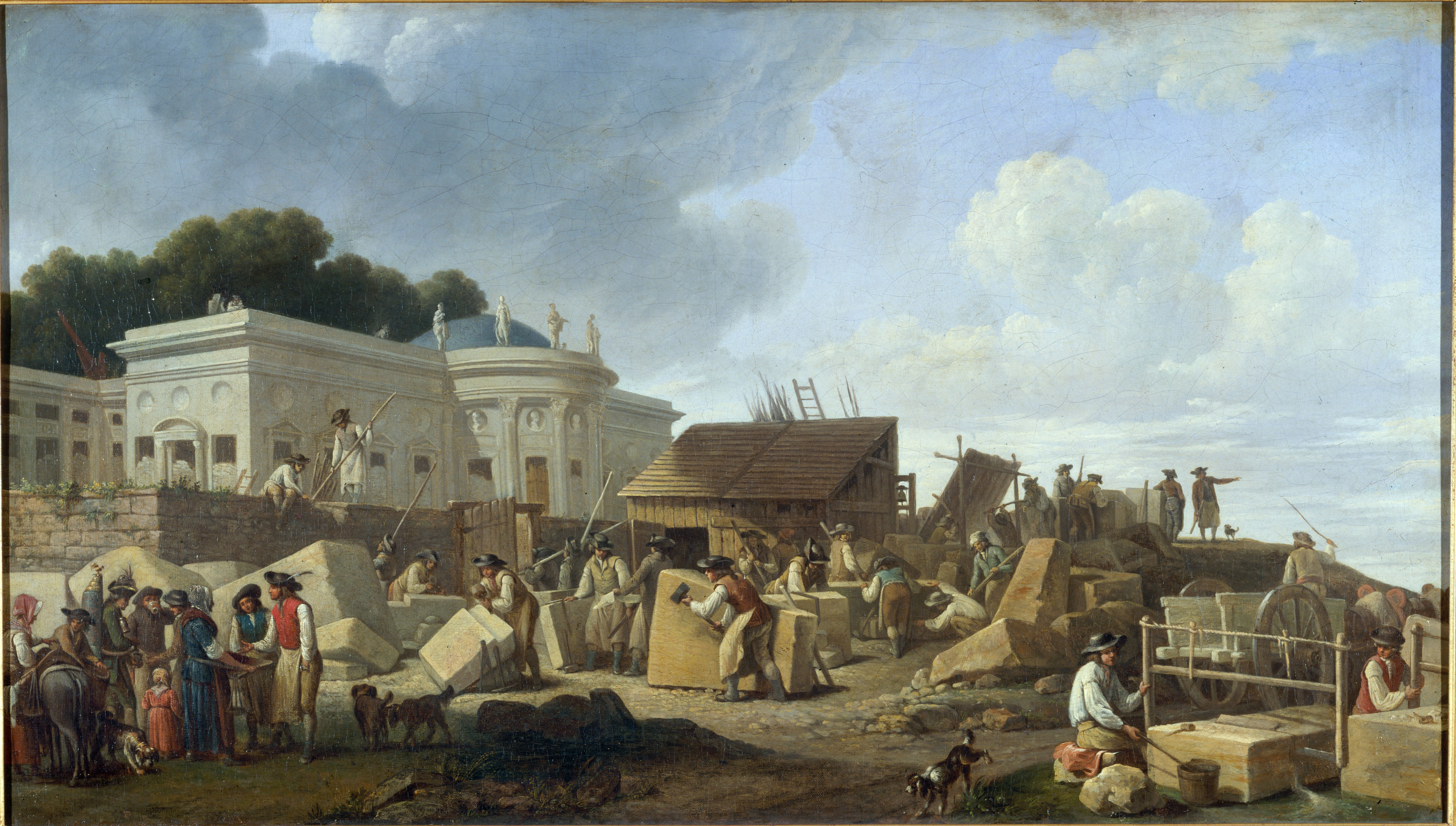
Budynek podczas konstrukcji
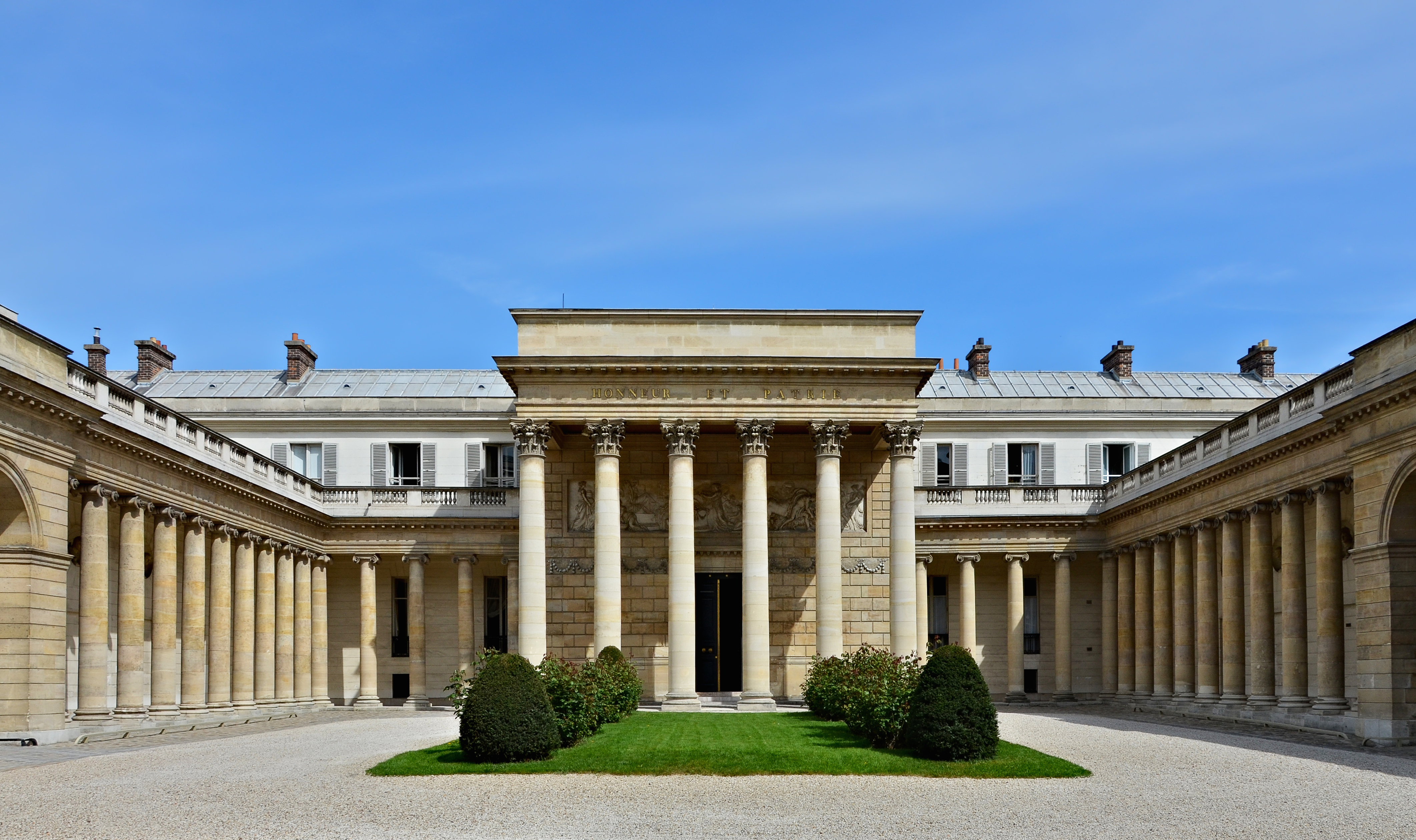
Dziedziniec Hôtel de Salm
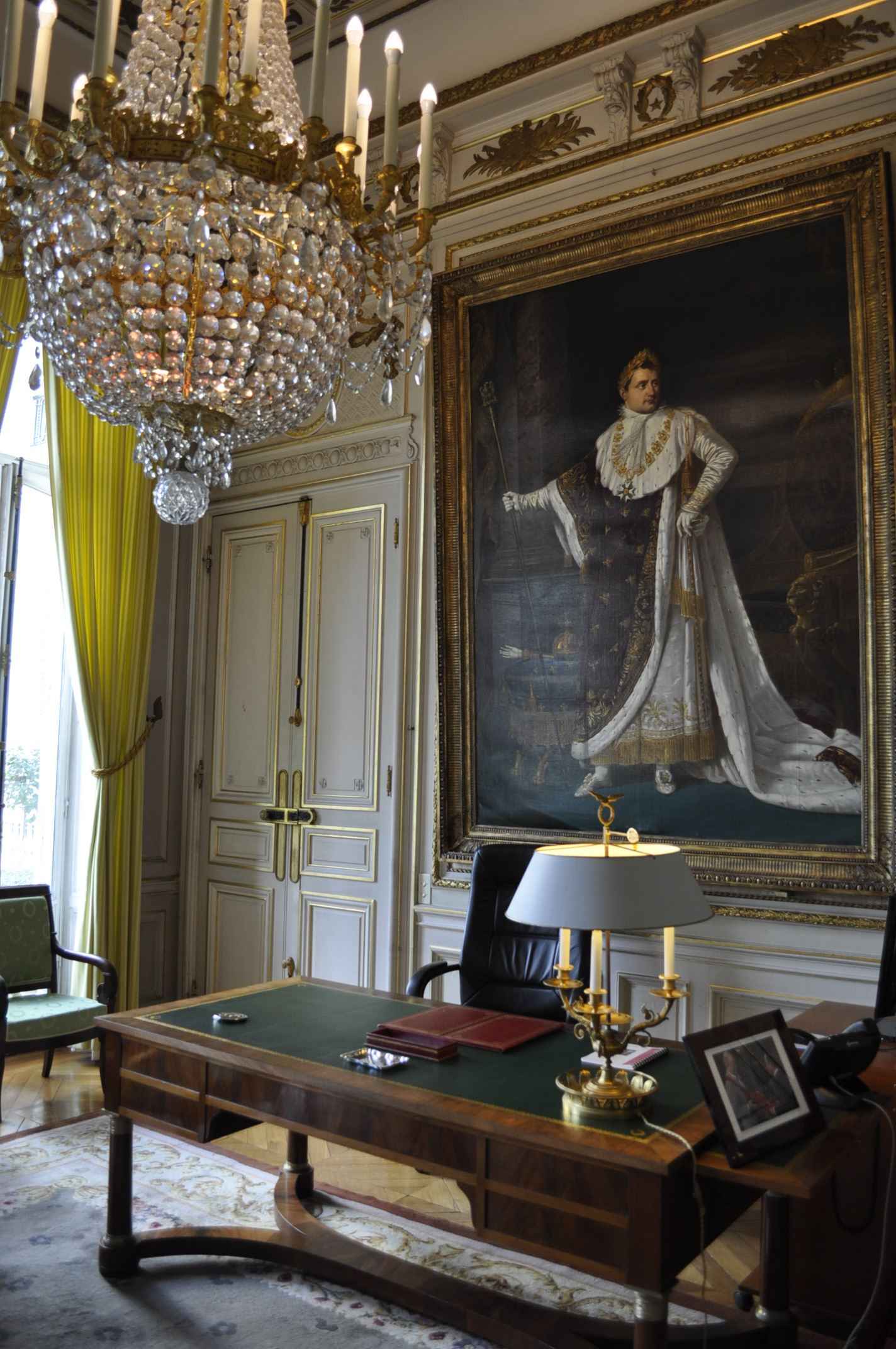
Biuro wielkiego kanclerza
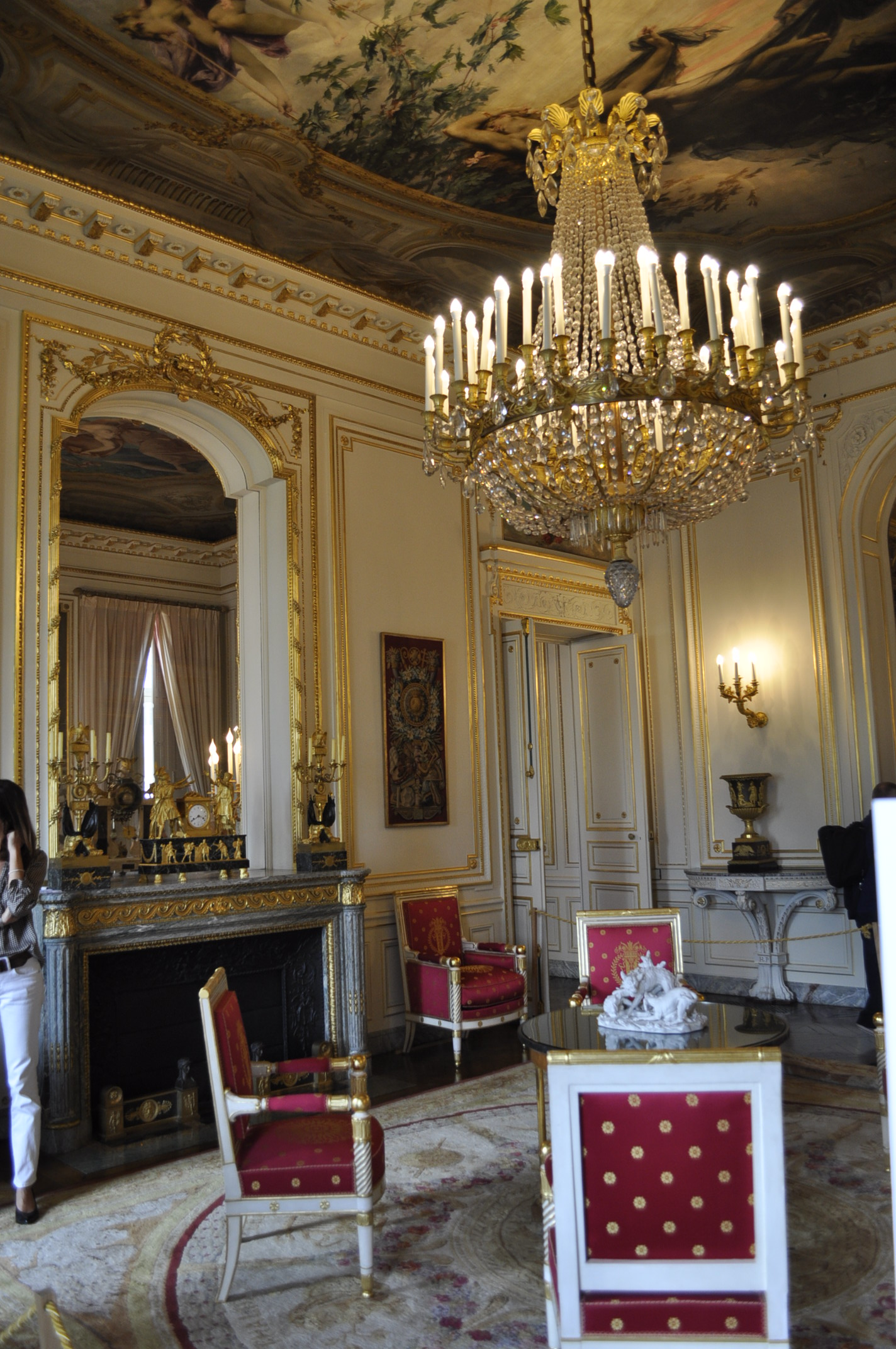
Salon Aurory
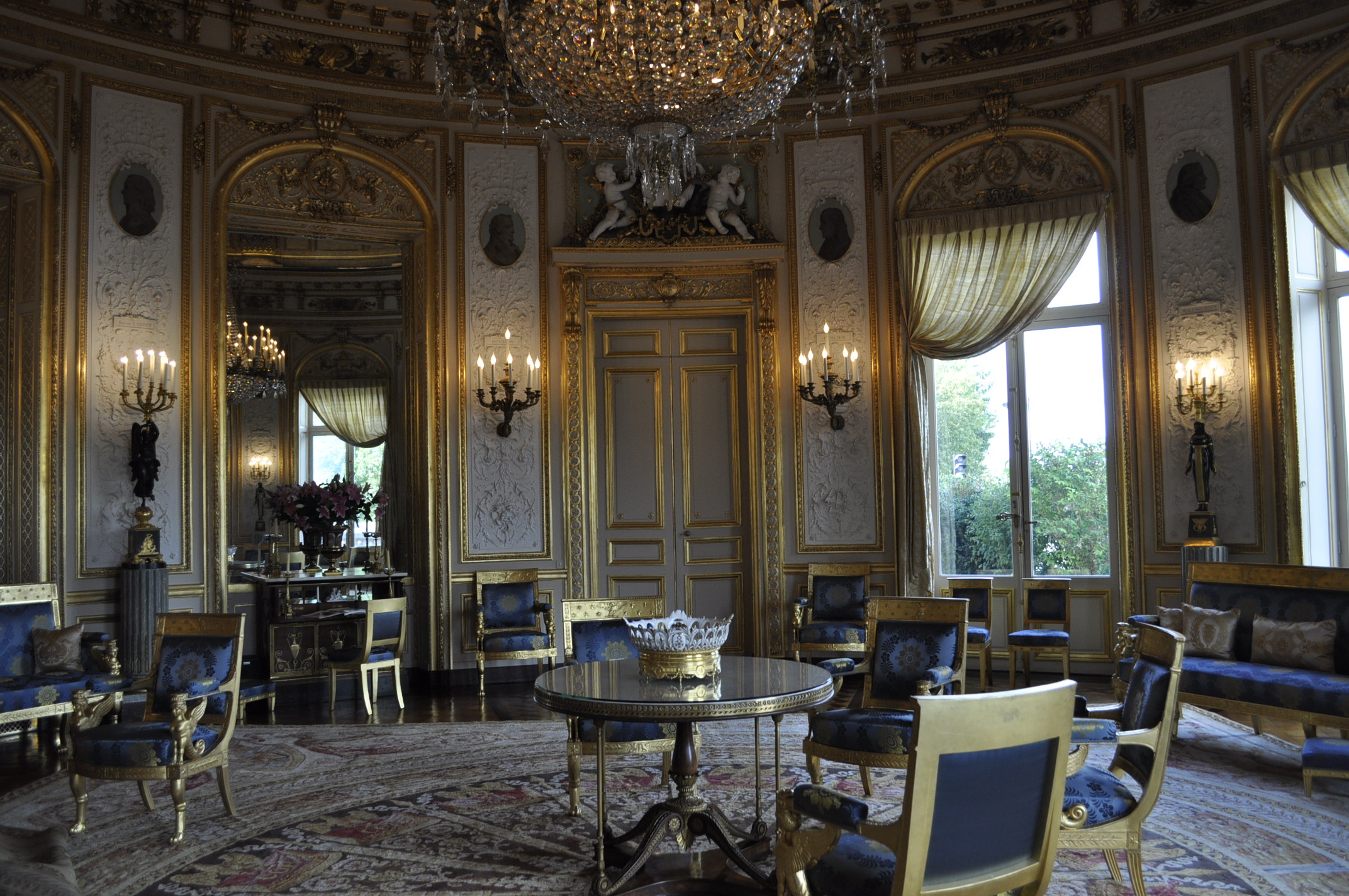
Salon Rotonde
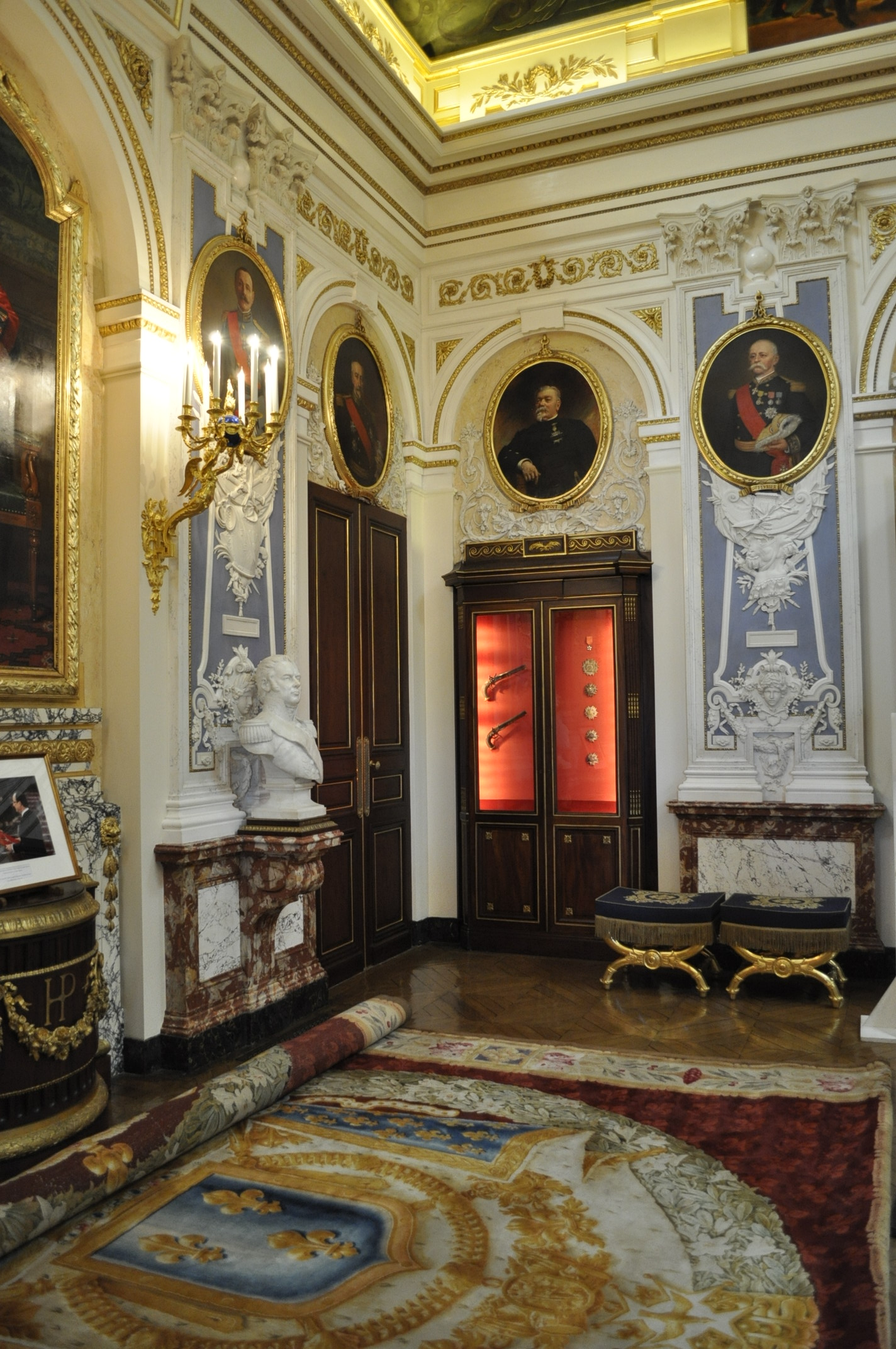
Salon Kanclerzy
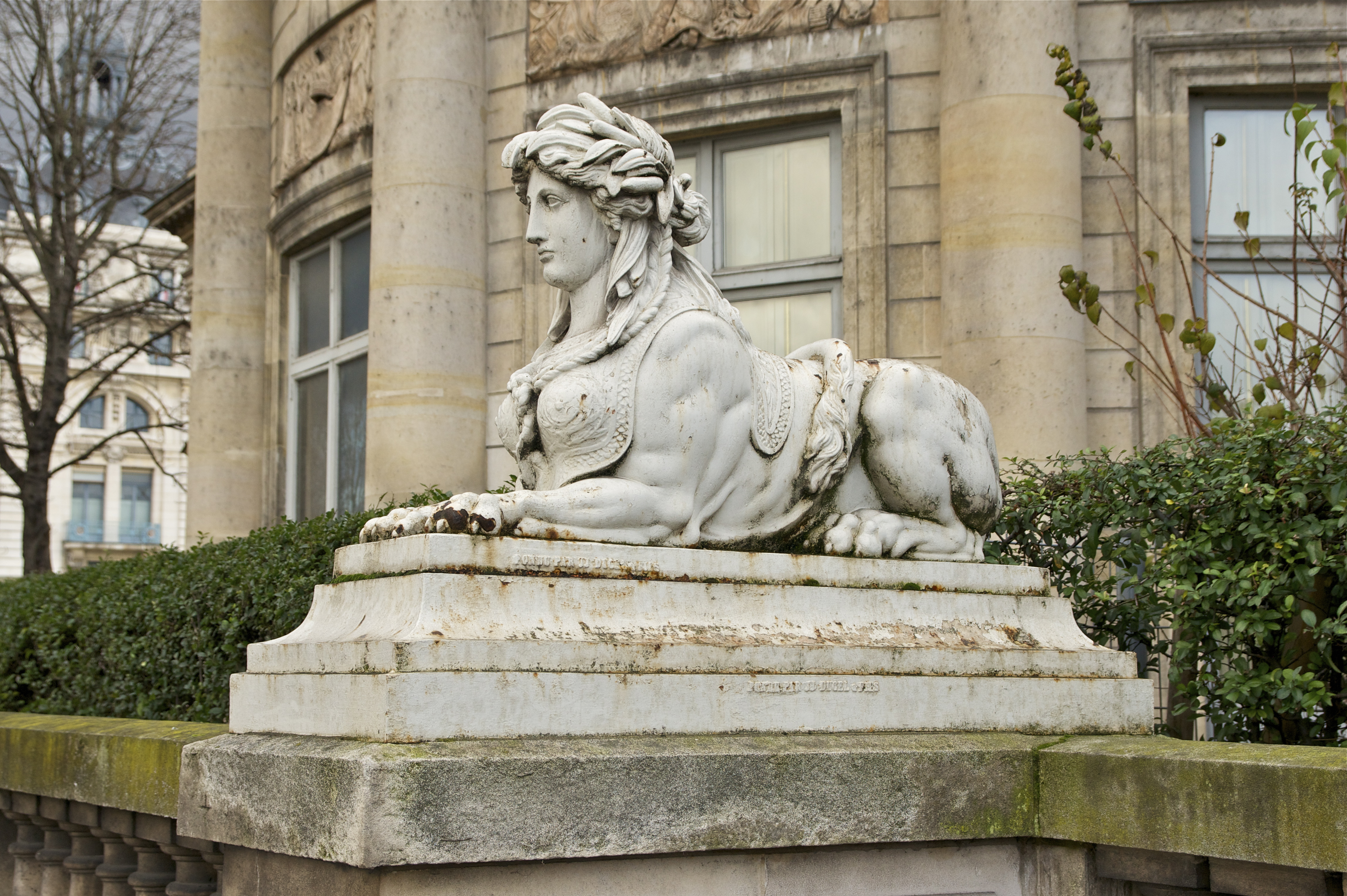
Sfinks przed budynkiem